# Василович Лев Іванович
Ле́́в Іва́нович Василович (літературні псевдоніми і криптоніми Лев Сапогівський, Недотятько Гринько; 11 квітня 1858, Скала, нині Скала-Подільська — 8 травня 1883, с. Целіїв) — український (галицький) письменник, літературознавець, педагог, писав українською і польською мовами.

## Життєпис
Народився в сім'ї лісника.
Навчався в школах у Лосячі, Скалі, Бучацькій гімназії при місцевому монастирі оо. Василіян, працював учителем на Тернопільщині (1876—1879 роки в с. Сапогові, 1880 року в Скалі, 1880—1882 роки в с. Вільховець, нині всі — у Чортківському районі). Від 1882 року жив у Львові, співпрацював з редакцією газети «Зоря».
Листувався з Іваном Франком (з 1876 року), за зв'язки з ним зазнав переслідувань.
Автор оповідань, гуморесок, критичних статей, збирач фольклору. Друкувався у львівському журналі «Зоря» — перше оповідання 1880 року, згодом працював в ньому редактором. В оповіданні «Марійка», повістях «Безвинний», «Вирвана картка з моєї біографії», інших, подає реалістичні картини з життя селян галицького Подністров'я. Написав кілька романтичних оповідок — «Старий палац», «Смерть з любові».
Польською мовою його твори переклав Володимир Масляк.